# Steeple (Dorset)
Pour les articles homonymes, voir Steeple.
Pour l’article homonyme, voir Steeple.
Steeple est un village du Dorset, en Angleterre.